# Enypniastes eximia

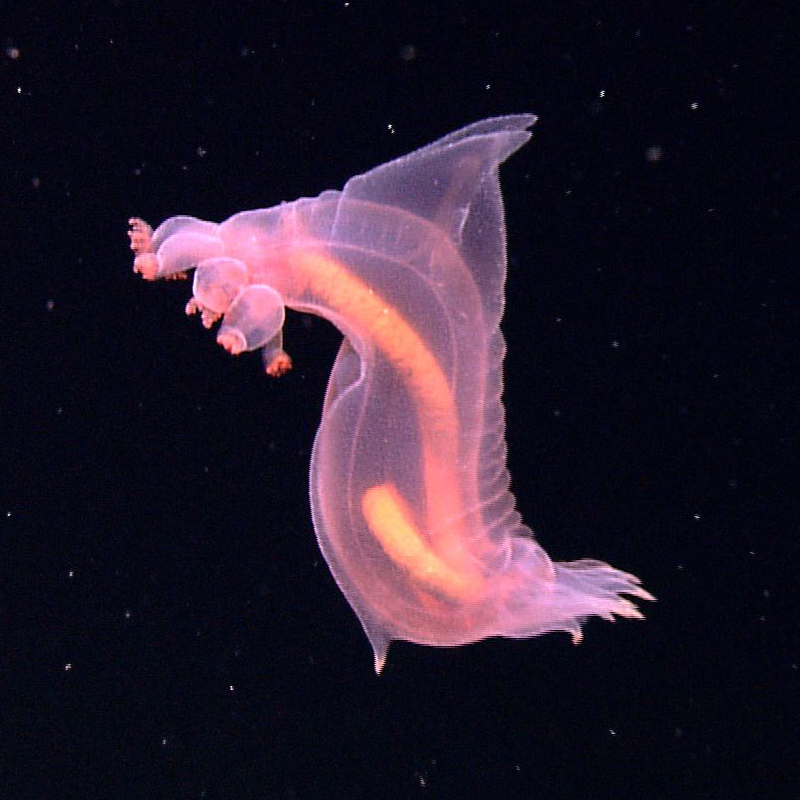
Enypniastes sp. in einer Tiefe von 3200 Metern leuchtend

Enypniastes eximia, die auch die Trivialnamen Kopfloses Hühnermonster und Spanische Tänzerin trägt, ist eine Seegurke, die in der Tiefsee lebt und die Fähigkeit hat sich schwimmend fortzubewegen.

## Verbreitung
Die Art ist kosmopolitisch. Nachweise liegen aus dem gesamten Pazifik in Meerestiefen zwischen 300 und 6.000 Meter vor. Sie ist darüber hinaus im Atlantik (Golf von Mexiko, Azoren, Kapverden, europäische Küstengewässer) und im nördlichen Indischen Ozean nachgewiesen (teilweise unter synonymen Namen).
Im Jahr 2022 konnte eine Expedition, die mit dem Forschungsschiff Sonne eine Tiefseerinne erkundete, die Art im Aleutengraben, in Tiefen zwischen 5.272 und 5.320 Metern, filmen.

## Entdeckung
Die Art wurde bei der berühmten Challenger-Expedition, der ersten Seeexpedition zur Erforschung des Ozeanbodens, im Jahr 1874 neu entdeckt. Dem Erstbeschreiber Hjalmar Théel lag später nur in Alkohol konserviertes Material, teilweise unvollständig und in schlechtem Erhaltungszustand vor. Er wählte den wissenschaftlichen Gattungsname Enypniastes, Griechisch für „Träumer“ und zugleich ein Bibelzitat aus dem Alten Testament (Genesis [37,19]: „Seht, der Träumer kommt daher“).
Amerikanischen Forschungsteams gelangen 2017 im Golf von Mexiko und 2018 vor Puerto Rico erstmals Filmaufnahmen, auf denen die Fortbewegung und die Biolumineszenz der Spezies eindrucksvoll dokumentiert wurden.

## Beschreibung

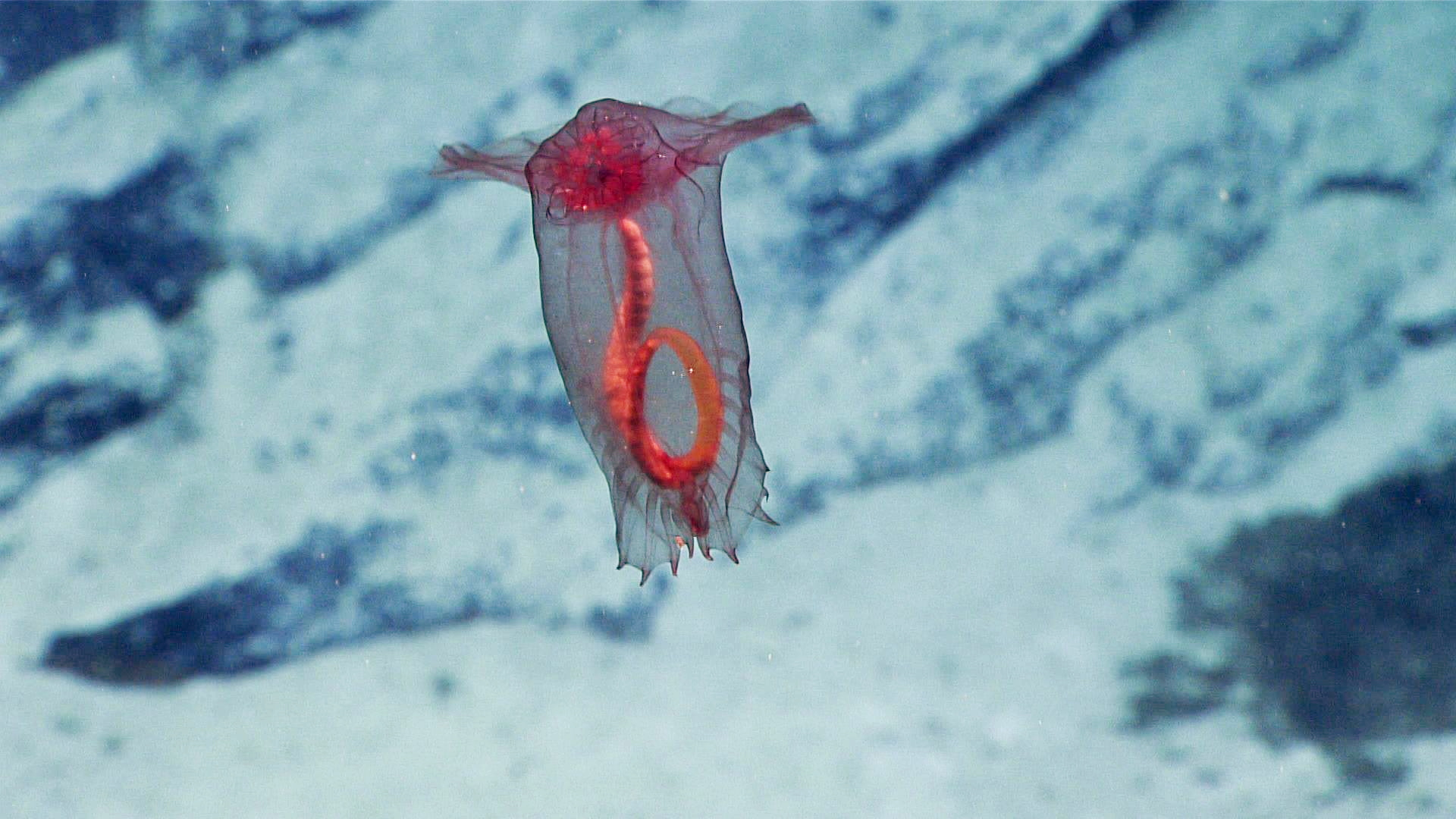
Ein noch transparentes, jüngeres Tier vor Puerto Rico

Die Art erreicht Körperlängen zwischen 6 und 25 Zentimeter. Der Körper ist fassförmig mit einer am Vorderende sitzenden, großen Schwimmhaut („Segel“) die aus den Fortsätzen von 12 verwobenen konischen Füßchen (Podia) gebildet ist, die als rippenartige Stützen dienen. Seitlich nahe dem Hinterende (posterolateral) sitzen zwei weitere, rechteckige Schwimmhäute mit 10 bis 15 Podia. Der Körper ist in der Jugend semitransparent, innere Organe, besonders der gefüllte Darm, sind sichtbar. Die Färbung ist von dem Alter und der Körpergröße der Tiere abhängig: junge Exemplare sind blassrosa, ältere Tiere dunkel braunrot bis purpurrot und undurchsichtig.

### Biolumineszenz
Wie viele in der Tiefsee lebende Arten, ist auch Enypniastes dazu in der Lage selbst Licht zu erzeugen. Die Biolumineszenz wird durch Berührungsreiz ausgelöst, es ist gebunden an Hunderte kleiner Körnchen im brüchigen und klebrigen, gelatinösen Integument der Tiere. Es wird angenommen, dass das Leuchtvermögen dem Schutz gegen Fressfeinde dient. Räuberische Fische werden durch die abgelöste, leuchtende Haut in die Irre geführt, was ihren künftigen Jagderfolg mindert. Das abgestoßene Integument wird in wenigen Tagen ersetzt.

### Schwimmvermögen
Die Art hat Schwimmhäute an der Vorder- und Rückseite entwickelt, welche es ihr erlauben, sich schwimmend fortzubewegen. Diese Fähigkeit hilft den Tieren, sich zu neuen Weidegründen zu bewegen und Gefahren zu umgehen. Insgesamt sind etwa 20 Arten schwimmfähiger Seegurken bekannt, die in der Tiefsee leben, dazu gibt es noch sechs Flachwasserarten mit schwächer ausgeprägtem Schwimmvermögen. Nach der Morphologie existieren vermutlich weitaus mehr schwimmfähige Arten, die aber bisher noch nicht schwimmend beobachtet wurden.
Enypniastes eximia scheint nach bisherigen Beobachtungen den Meeresgrund nur zum Fressen aufzusuchen und die übrige Zeit schwimmend zu verbringen. Die Tiere schwimmen durch plötzliche, synchrone Abwärtsbewegung der vorderen und hinteren Schwimmhäute vom Meeresboden los, wodurch das Tier schräg nach hinten aufwärts katapultiert wird. Auftrieb erzeugt vor allem das Schlagen des großen vorderen Segels, die seitlichen Schwimmhäute dienen mehr zur Stabilisierung der Schwimmlage. Die Tiere schwimmen vor allem mit senkrecht gehaltenem Körper. Ein Schwimmschlag dauert etwa 7 bis 8 Sekunden.

### Nahrungsaufnahme
Enypniastes eximia ist Substratfresser. Dabei wird das meist schlammige Feinsubstrat als Ganzes, ohne erkennbare Selektion, aufgenommen. Bei der Vorwärtsbewegung über den Grund werden die an der Spitze gespaltenen Tentakel vorgestreckt und mit ihrer Hilfe Substrat zum Mund geschaufelt. Die Bewegung ist relativ schnell, jedes Individuum verbleibt bei einem Fressvorgang nur für etwa eine Minute auf dem Grund. Die Vorwärtsbewegung erfolgt durch wellenförmige Undulation der vorderen Schwimmhaut. In Strömungen lässt sich das Tier von ihr wie durch ein Segel über den Grund treiben, wobei die Tentakel als Bremse dienen.

## Systematik
Enypniastes eximia ist die einzige Art der damit monotypischen Gattung Enypniastes, die der Gattung der Pelagothuriidae angehört. Wissenschaftlich nicht akzeptierte Synonyme dazu sind Enypniastes decipiens Koehler & Vaney, 1910, Enypniastes globosa Hansen & Madsen, 1956, Euriplastes atlanticus Heding, 1940, Euriplastes obscura Koehler & Vaney, 1905, Pelagothuria bouvieri Hérouard, 1906, Peniagone ecalcarea Sluiter, 1901, Planktothuria diaphana Gilchrist, 1920.